# Ерік Бікфалві
Ерік Космін Бікфалві (рум. Eric Cosmin Bicfalvi / угор. Bikfalvi Erik, нар. 5 лютого 1988, Карей) — румунський футболіст, атакувальний півзахисник російського клубу «Урал».

## Життєпис
Народився Ерік Бікфалві 5 лютого 1988 року в місті Карей, у футбольній родині, адже його батько та дід були професійними футболістами. Щодо походження дідуся по батьковій лінії існують дві точки зору. За однією з них Александр Біквалві (Шандор Бікфалві), який виступав за «Вікторію» (Керей) був етнічним шведом (за версією видання Gazeta Sporturilor), за іншою версією — угорцем (Nemzeti Sport). У той же час мати Еріка, Елізабета (Ершебет), етнічна угорка

### Клубна кар'єра
На юнацькому рівні виступав за клуби Шкоала Спортіва та «Кайзер».
Першим професіональним клубом футболіста був третьоліговий «Фінк Фенстер» із Петрешть, але одного сезону, проведеному в ньому, вистачило, щоб на молодого гравця звернули увагу іменитіші клуби.
Так, в 2006 році Бікфалві дебютував у найсильнішому румунському дивізіоні в складі «Жиула», де протягом сезону провів 16 матчів. Проте це не допомогло його клубу уникнути пониження у класі, після чого Ерік підписав контракт з одним із грандів румунського футболу — бухарестським «Стяуа».
Одразу пробитися в основний склад столичного клубу гравцю не вдалося, й весь 2008 рік Бікфалві провів в оренді у команді «Глорія» (Бузеу). Після повернення у «Стяуа» Еріку поступово вдалося стати основним гравцем у команді.

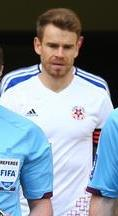
Ерік Бікфалві у футболці «Волині» (Луцьк) у 2015 році

2 липня 2012 року на правах вільного агента підписав трирічний контракт із луцькою «Волинню». Наприкінці сезону був визнаний одним з найкращих гравців своєї команди. У сезоні 2014/15 років став найкращим бомбардиром чемпіонату України, відзначившись 17 голами й розділивши перше місце з гравцем донецького «Шахтаря» Алексом Тейшейрою. Влітку 2015 року зацікавленість в футболіста висловлював головний тренер «Шахтаря» Мірча Луческу, однак футболіст вирішив не переходити до складу «гірників».
7 липня 2015 року на правах вільного агента підписав контракт до закінчення 2016 року з китайським клубом «Ляонін Хувін». Адаптуватися в Китаї не зміг і в січні 2016 року покинув клуб на правах вільного агента, розірвавши контракт.
16 лютого 2016 року футболіст повернувся на Батьківщину й, будучи вільним агентом, підписав контракт із клубом «Динамо» (Бухарест). У столичній команді виступав протягом півроку.

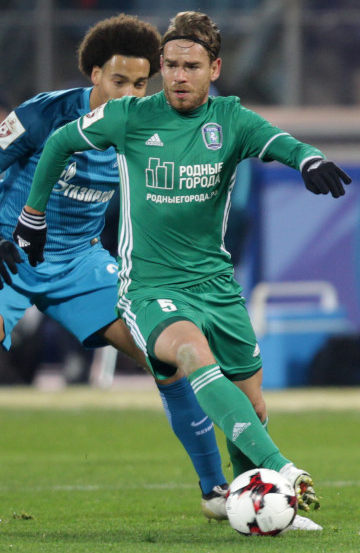
Бікфалві у складі «Томі»

7 липня 2016 року футболіст повідомив, що перейшов у російський футбольний клуб «Том». Дебютував у складі томського клубу 1 серпня 2016 року, вийшовши на заміну Павлу Голишеву в матчі з «Краснодаром». Першим голом за «Том» відзначився 7 серпня 2016 року в воротах «Локомотива». У січні 2017 року футболіст розірвав контракт з томським клубом і вільним агентом підписав контракт з футбольним клубом «Урал». У першому ж офіційному матчі за нову команду відзначився двома голами, що дозволило відігратися з рахунку 0:3 в поєдинку з «Краснодаром» й, згодом, вийти у фінал Кубка Росії.

### Виступи за збірну
Залучався до матчів юнацької збірної Румунії U-19. З 2007 року отримував виклики до складу молодіжної збірної Румунії, за яку до 2010 року провів 23 гри, у яких тричі відзначався забитими голами.
У серпні 2013 року, після того, як Ерік жодного разу не отримав виклику до збірної Румунії, його агент заявив, що Бікфалві хотів би найближчим часом зіграти за збірну Угорщину. Однак головний тренер румунської збірної Ангел Йорденеску заявив про можливий виклик Бікфалві на наступний матч кваліфікації Євро 2016 проти Північної Ірландії у листопаді 2014 року. Того ж місяця Бікфалві вперше отримав виклик в збірну Румунії. Дебютував у збірній 18 листопада 2014 року в товариському матчі проти збірної Данії, вийшовши на заміну на 64-й хвилині замість Александру Максіма. Регулярно викликався в національну команду на відбіркові матчі Євро-2016, однак на поле не виходив.
Другий матч за збірну зіграв через 2 роки після першого, 4 вересня 2016 року в рамках відбору до чемпіонату світу 2018, Бікфалві вийшов у стартовому складі на матч румунської команди проти збірної Чорногорії.

## Статистика виступів

### Клубна
Станом на 19 травня 2019
| Клуб                  | Сезон               | Ліга                 | Ліга  | Ліга | Кубок | Кубок | Конт. змаг. | Конт. змаг. | Інші  | Інші | Загалом | Загалом |
| Клуб                  | Сезон               | Дивізіон             | Матчі | Голи | Матчі | Голи  | Матчі       | Голи        | Матчі | Голи | Матчі   | Голи    |
| --------------------- | ------------------- | -------------------- | ----- | ---- | ----- | ----- | ----------- | ----------- | ----- | ---- | ------- | ------- |
| «Жиул»                | 2006–07             | Ліга I               | 16    | 0    | 0     | 0     | –           | –           | –     | –    | 16      | 0       |
| «Стяуа» (Бухарест)    | 2007–08             | Ліга I               | 9     | 1    | 2     | 0     | 4           | 0           | –     | –    | 15      | 1       |
| «Глорія» (Бузеу)      | 2007–08             | Ліга I               | 14    | 1    | 1     | 0     | –           | –           | –     | –    | 15      | 1       |
| «Глорія» (Бузеу)      | 2008–09             | Ліга I               | 11    | 0    | 0     | 0     | –           | –           | –     | –    | 11      | 0       |
| «Глорія» (Бузеу)      | Загалом             | Загалом              | 25    | 1    | 1     | 0     | 0           | 0           | 0     | 0    | 26      | 1       |
| «Стяуа» (Бухарест)    | 2008–09             | Ліга I               | 6     | 1    | 0     | 0     | –           | –           | –     | –    | 6       | 1       |
| «Стяуа» (Бухарест)    | 2009–10             | Ліга I               | 7     | 0    | 2     | 0     | 6           | 0           | –     | –    | 15      | 0       |
| «Стяуа» (Бухарест)    | 2010–11             | Ліга I               | 20    | 0    | 3     | 0     | 6           | 0           | –     | –    | 29      | 0       |
| «Стяуа» (Бухарест)    | 2011–12             | Ліга I               | 21    | 1    | 1     | 0     | 6           | 0           | 1     | 0    | 29      | 1       |
| «Стяуа» (Бухарест)    | Загалом (2 приходи) | Загалом (2 приходи)  | 63    | 3    | 8     | 0     | 22          | 0           | 1     | 0    | 94      | 3       |
| «Стяуа II» (Бухарест) | 2009–10             | Ліга II              | 3     | 1    | –     | –     | –           | –           | –     | –    | 3       | 1       |
| «Волинь» (Луцьк)      | 2012–13             | Прем'єр-ліга України | 24    | 5    | 1     | 0     | –           | –           | –     | –    | 25      | 5       |
| «Волинь» (Луцьк)      | 2013–14             | Прем'єр-ліга України | 23    | 4    | 1     | 0     | –           | –           | –     | –    | 24      | 4       |
| «Волинь» (Луцьк)      | 2014–15             | Прем'єр-ліга України | 25    | 17   | 3     | 2     | –           | –           | –     | –    | 28      | 19      |
| «Волинь» (Луцьк)      | Загалом             | Загалом              | 72    | 26   | 5     | 2     | 0           | 0           | 0     | 0    | 77      | 28      |
| «Ляонін Хувін»        | 2015                | Китайська Суперліга  | 12    | 0    | 0     | 0     | –           | –           | –     | –    | 12      | 0       |
| «Динамо» (Бухарест)   | 2015–16             | Ліга I               | 7     | 1    | 2     | 1     | –           | –           | 1     | 0    | 10      | 2       |
| «Том» (Томськ)        | 2016–17             | Прем'єр-ліга Росії   | 15    | 3    | 0     | 0     | –           | –           | –     | –    | 15      | 3       |
| «Урал» (Єкатеринбург) | 2016–17             | Прем'єр-ліга Росії   | 9     | 2    | 3     | 2     | –           | –           | –     | –    | 12      | 4       |
| «Урал» (Єкатеринбург) | 2017–18             | Прем'єр-ліга Росії   | 26    | 8    | 0     | 0     | –           | –           | –     | –    | 26      | 8       |
| «Урал» (Єкатеринбург) | 2018–19             | Прем'єр-ліга Росії   | 26    | 6    | 5     | 2     | –           | –           | –     | –    | 31      | 8       |
| «Урал» (Єкатеринбург) | Загалом             | Загалом              | 61    | 16   | 8     | 4     | 0           | 0           | 0     | 0    | 69      | 20      |
| Усього за кар'єру     | Усього за кар'єру   | Усього за кар'єру    | 274   | 51   | 24    | 7     | 22          | 0           | 2     | 0    | 322     | 58      |

1. ↑  Один матч у Суперкубку Румунії
2. ↑  Один матч у Кубку Ліги

### У збірній

#### По матчам
Станом на 8 жовтня 2016
| Матчі й голи Бікфалві за збірну Румунії | Матчі й голи Бікфалві за збірну Румунії | Матчі й голи Бікфалві за збірну Румунії | Матчі й голи Бікфалві за збірну Румунії | Матчі й голи Бікфалві за збірну Румунії | Матчі й голи Бікфалві за збірну Румунії |
| --------------------------------------- | --------------------------------------- | --------------------------------------- | --------------------------------------- | --------------------------------------- | --------------------------------------- |
| №                                       | Дата                                    | Суперник                                | Рахунок                                 | Голи                                    | Змагання                                |
| 1                                       | 18 листопада 2014                       | Данія                                   | 2:0                                     | -                                       | Товариський матч                        |
| 2                                       | 4 вересня 2016                          | Чорногорія                              | 1:1                                     | -                                       | Кваліфікаційні матчі ЧС-2018            |
| 3                                       | 8 жовтня 2016                           | Вірменія                                | 5:0                                     | -                                       | Кваліфікаційні матчі ЧС-2018            |
| 4                                       | 13 червня 2017                          | Чилі                                    | 3:2                                     | -                                       | Товариський матч                        |

Загалом: 4 матчі / 0 голів; 3 перемоги, 1 нічия, 0 поразок.

#### Загальна статистика
Станом на 22 квітня 2018
| Національна збірна | Рік     | Матчі | Голи |
| ------------------ | ------- | ----- | ---- |
| Румунії            |         |       |      |
| 2014               | 1       | 0     |      |
| 2015               | 0       | 0     |      |
| 2016               | 2       | 0     |      |
| 2017               | 3       | 0     |      |
| Загалом            | Загалом | 6     | 0    |

## Досягнення

### Клубні
«Стяуа» (Бухарест)
- Ліга I
  -  Срібний призер (1): 2007/08

- Кубок Румунії
  -  Володар (1): 2010-11

«Урал» (Єкатеринбург)
- Кубок Росії
  -  Фіналіст (2): 2016/17, 2018/19

### Індивідуальні
- Найкращий бомбардир Української прем'єр-ліги (17 м'ячів): 2014–2015.